# Castilleja haydenii
Castilleja haydenii là loài thực vật có hoa thuộc họ Cỏ chổi. Loài này được (A.Gray) Cockerell mô tả khoa học đầu tiên năm 1890.